# Принцесса подводного царства
Русалочка — Принцесса подводного царства (яп. アンデルセン童話 にんぎょ姫 андэрусэн до:ва нингё химэ, «Сказки Андерсена: Русалочка») — полнометражный аниме-фильм студии Toei Animation, 1975 год, режиссёр Томохару Кацумата. По мотивам произведения Ханса Кристиана Андерсена «Русалочка». Саундтрек к аниме был написан Такэкуни Хираёси. Аниме в точности подобно оригинальной трагической истории, написанной Андерсеном, в отличие от счастливо заканчивающейся версии студии Уолта Диснея. Главные герои — самая младшая дочь морской королевской семьи Русалочка и её лучший друг — Фрик, маленький дельфин.
В поздних 1970-х фильм дублирован на киностудии «Союзмультфильм» и показан в прокате.

## Сюжет
Фильм начинается с показа современной Дании. Рассказчик объясняет нам, что Дания — популярное место назначения для туристов. Он также заявляет, что много рассказчиков родились в Дании, и самый знаменитый — Ханс Кристиан Андерсен, написавший сказку «Русалочка».
Русалочка(в оригинальном переводе - Марина) - самая младшая и красивая русалка в королевской семье, интересуется человеческим миром, однако она еще не достигла пятнадцатилетия, чтобы получить разрешение подниматься на поверхность. Однажды исследуя затонувшее судно, она обнаруживает статую человеческого мальчика и начинает мечтать. Несмотря на запрет семьи, Русалочка всплывает на поверхность океана вместе со своим другом, дельфином Фриком. Она видит красивого принца (Фьорд) на судне, точно такого же как ранее найденная ею статуя. Вдруг начинается шторм, и принц оказывается в море. Русалочка спасает его и оставляет на берегу(принц на секунду приоткрыл глаза и увидел лицо своей спасительницы, но тут же вновь лишился сознания). Фьорда приводит в себя неизвестная черноволосая девушка.
Марина с Фриком возвращаются домой. За нарушение запрета отец хотел наказать младшую дочь, но бабушка, узнав, что Русалочка спасла человека, принимает решение отпраздновать совершеннолетие внучки на следующий день. На празднике Марина получает цветок с жемчужиной, дающий разрешение всплывать на поверхность, а затем поет песню о своей любви.
Узнав, что спасенный ею принц живет недалеко в замке, Русалочка принимает решение обратиться за помощью к морской колдунье. Та соглашается превратить хвост Марины в красивые ножки в обмен на ее чудесный голос, но предупреждает, что став человеком, Русалочка больше не сможет вернуться в море. Также в случае женитьбы принца на другой девушке, Русалочка на рассвете следующего дня превратится в морскую пену. Эти условия пугают Марину, но ради любви она соглашается на сделку. 
Выпив зелье, Русалочка становится человеком, и вскоре ее обнаруживает на берегу принц. Девушка кажется ему знакомой, но принц не может вспомнить, при каких обстоятельствах они встречались. 
Спустя месяц принц и Русалочка начинают сближаться, но Фьорд воспринимает Марину только как сестру, а не возлюбленную. Благодаря козням подлой кошки Джемми, с первой минуты возненавидевшей Марину, родители принца разлучают его с Русалочкой и отправляются вместе с ним в другую страну на смотрины принцессы, выбранной в невесты сыну. 
Оказалось, что принцесса и была той девушкой, что нашла Фьорда на берегу после кораблекрушения. Принц счастлив и сообщает Марине, что сегодня же женится на своей спасительнице.  
Русалочка приходит в отчаяние, ведь она не только потеряла свою любовь, но и обречена на смерть. На рассвете она ожидает свою кончину, но тут к ней приплывают ее сестры, заранее предупрежденные Фриком. Чтобы спасти сестру от смерти, они отдали морской ведьме свои длинные волосы, а взамен получили волшебный кинжал. Если Русалочка убьёт им принца, капля его крови превратит ее ноги обратно в русалочий хвост, и Марина снова вернется домой. 
Русалочка понимает, что не может лишить жизни любимого и бросает кинжал в море. Проснувшийся Фьорд видит Марину, готовящуюся прыгнуть за борт. Он пытается остановить ее, но Русалочка бросается в море прежде, чем он успевает ее поймать. На память от Марины ему остается лишь рыбья чешуйка и цветок с ее головы, как намек на то, кто на самом деле его спас. 
Восходит солнце. Тело Марины превращается в морскую пену, а ее душа становится разноцветными пузырями, поднимающимися в воздух. Принц с грустью смотрит им вслед, и тут при взгляде на жемчужину он вспоминает, где видел Русалочку. Фьорд понимает, что совершил ошибку, но уже слишком поздно. Все, что ему остается - наблюдать за дельфином Фриком, в отчаянии зовущим свою подругу. 
Мультфильм заканчивается словами рассказчика, что Русалочка всегда будет жить в наших сердцах, а ее душа, ставшая в итоге бессмертной, слилась с морскими волнами. Этим рассказчик дает понять, что все жертвы Русалочки были не напрасны, и своим отказом убить принца она получила пропуск на небо, отправив свою душу в рай.

## Создатели
- Авторы сценария: Юко Оябу, Миэко Осанди
- Режиссёр-постановщик: Томодзи Кацумата
- Режиссёр-мультипликатор: Рэйко Окуяма
- Художник-постановщик: Матадзи Урата
- Композитор: Кисю Хираёси
- Операторы: Сигаёси Икэда, Тадахиро Ямада
- Мультипликаторы: М. Канаяма, Г. Цунода, — Мори, С. Араки, — Кино, А. Огава, — Абэ, С. Матое

## Персонажи
Русалочка (яп. マリーナ Мари:на но химэ, Принцесса Марина)
Сэйю: Фумиэ Касияма.
Фрик (яп. フリッツ Фуритцу, Фритц)
Сэйю: Марико Мияги.
Принц (яп. フィヨルド王子 Фиёрудо о:дзи, Принц Фьорд)
Сэйю: Таро Сигаки.
Ведьма (яп. 魔女)
Сэйю: Харуко Китахама.
Кошка Джемми (яп. ジェミー)
Сэйю: Кадзуко Савада.
Принцесса Свами (яп. スオミの姫)
Сэйю: Рихоко Ёсида